# 毛利佳年雄
毛利 佳年雄（もうり かねお、1940年 - ）は、日本の電子工学者。名古屋大学名誉教授。

## 経歴
- 1963年 - 九州大学工学部電子工学科卒業[2]
- 1968年 - 九州大学大学院工学研究科博士課程（電子工学専攻）単位取得退学、九州大学助手
- 1973年 - 九州工業大学講師
- 1974年 - 工学博士（九州大学）[3]、九州工業大学 助教授
- 1977年 - 1978年文部省長期海外研究員（英国カーディフ大学磁気工学研究所客員研究員）
- 1982年 - 九州工業大学教授
- 1987年 - 名古屋大学教授
- 1995年 - IEEEフェロー
- 2004年 - 名古屋大学名誉教授、独立行政法人科学技術振興機構プログラム主管
- 2006年 - 公益財団法人名古屋産業科学研究所上席研究員[2]

## 業績
磁性体と磁性体を利用した磁気センサーの研究で数々の先駆的な業績を成し遂げた。磁気インピーダンス素子をはじめ、現在の情報通信機器で欠かせないものとなっている磁気センサーや電子コンパスの開発に従事して数々の特許を取得した。電気学会理事、日本磁気学会副会長などを歴任した。1995年には功績が認められIEEEのフェローになった。2002年には文部科学大臣賞研究功績者として表彰された。

## 受賞
- 2002年 - 山崎貞一賞
- 2012年 - 第10回産学官連携功労者表彰文部科学大臣賞：磁気インピーダンス素子（MIセンサ）による電子コンパスおよびモーションセンサの開発[4]
- 2022年 - 瑞宝中綬章[5][6]

## 著書
- 毛利 佳年雄『磁気センサ理工学センサの原理から電子コンパス応用まで（増補）』コロナ社、2016年1月。ISBN 9784339008821。
- 毛利 佳年雄、安藤 康夫、本蔵 義信、大兼 幹彦、内山 剛、野々村 裕『新しい磁気センサとその応用』トリケップス、2013年9月11日。ISBN 9784886572684。

## 論文
- 毛利佳年雄, 藤本利喜雄「角形ヒステリシス磁心の交流消磁法」『九州工業大学研究報告. 工学』第27巻、九州工業大学、1973年6月、75-80頁、ISSN 04530357。
- 毛利佳年雄「50％ Ni‐Fe 磁心のアナログ記憶特性」『九州工業大学研究報告. 工学』第27号、九州工業大学、1973年6月、81-87頁、ISSN 04530357。
- 毛利佳年雄, 藤本利喜雄, 佐藤幸則, 笠井克幸, 山崎二郎「ディスク超急冷による強磁性球微粒子」『日本応用磁気学会誌』第7巻第2号、日本磁気学会、1983年、171-174頁、doi:10.3379/jmsjmag.7.171、ISSN 0285-0192。
- 毛利佳年雄, 藤本利喜雄「高透磁率テープ巻磁心の動的磁区幅」『九州工業大学研究報告. 工学』第30号、九州工業大学、1975年3月、43-47頁、CRID 1050564287401657216、ISSN 04530357。
- 毛利佳年雄「パルス列による50%Ni-Fe磁心の部分磁化特性」『電気学会論文誌Ｃ（電子・情報・システム部門誌）』第94巻第6号、電気学会、1974年、128-132頁、doi:10.11526/ieejeiss1972.94.128、ISSN 03854221。
- 川島克裕, 光沢隆, 吉田史, 毛利佳年雄, Panina L.V.「アモルファス磁性ワイヤの磁気インダクタンス効果とＭＩ素子」『日本応用磁気学会誌』第17巻第2号、日本磁気学会、1993年、423-428頁、doi:10.3379/jmsjmag.17.423、ISSN 0285-0192。
- 内山剛, 毛利佳年雄, 新海政重, 大島晶, 本多裕之, 小林猛, 若林俊彦, 吉田純「アモルファスワイヤMIマイクロ磁気センサによる脳腫瘍位置センシングの基礎実験」『電気学会論文誌Ｃ（電子・情報・システム部門誌）』第119巻第5号、電気学会、1999年、545-553頁、doi:10.1541/ieejeiss1987.119.5_545、ISSN 03854221。
- 成瀬祐介, 沈麗萍, 北英二, 楠本大, 毛利佳年雄, 内山剛「アモルファス負磁歪ワイヤのひねり応力‐インピーダンス効果」『日本応用磁気学会誌』第23巻第4-2号、日本磁気学会、1999年、1449-1452頁、doi:10.3379/jmsjmag.23.1449、ISSN 02850192。
- 蔡長梅, 中村好弘, 毛利佳年雄, 本蔵義信, 森正樹「正帰還回路によるアモルファスワイヤＣＭＯＳ ＩＣスイッチ形ＭＩ磁界センサ」『日本応用磁気学会誌』第26巻第4号、日本磁気学会、2002年、551-554頁、doi:10.3379/jmsjmag.26.551、ISSN 02850192。

## 特許
- アメリカ合衆国特許第 4591788A号
- アメリカ合衆国特許第 4765848A号
- アメリカ合衆国特許第 7116234B2号
- アメリカ合衆国特許第 20040233060A1号
- ドイツ特許D1 DE 3582048 D1号
- カナダ特許A CA 1612712 A号
- カナダ特許C CA 1299645 C号